# Луан Райс
Луан Райс (на английски: Luanne Rice) е американска писателка на бестселъри в жанра любовен роман.

## Биография и творчество
Луан Райс е родена на 25 септември 1955 г., в Ню Бритън, Кънектикът, САЩ, в семейството на Томас и Люсил Райс, продавач на пишещи машини и учителка по английски език. Има две по-малки сестри. Отраства в Олд Лайм, Кънектикът. От малка чете много и е насърчавана от майка си да пише самостоятелно. Когато е на 11 години е публикувано първото ѝ стихотворение, а първият ѝ разказ е публикуван списание „Американ Гърл“ когато тя е на 15 години.
След гимназията отива в Кънектикът Колидж, но напуска, когато баща ѝ се разболява тежко. Тя продължава да преследва кариерата си на писател, за която мечтае от малка, докато работи като камериерка в Нюпорт, щ. Роуд Айлънд, изследовател в Националната академия на науките във Вашингтон, и като изследовател на китове и моряк в Уудс Хол, Масачузетс, за да се издържа.
Първият ѝ роман „Angels All Over Town“ е публикуван през 1985 г.
През 1984 г. отива в Париж, където живее в продължение на 2 години. Там през 1985 г. пише вторият си роман „Crazy in Love“, издаден през 1988 г. и екранизиран през 1992 г. в едноименния филм с участието на Холи Хънтър, Джена Роуландс и Бил Пулман.
Романът ѝ от 1993 г. „Blue Moon“ е екранизиран през 1999 г. с участието на Шарън Лорънс и Ким Хънтър.
След смъртта на майка ѝ през 1995 г., в продължение на 2 години прекъсва писателската си кариера. Възобновява я през 1997 г. с написването на романа „„На седмото небе“ публикуван през 1999 г. През 2000 г. е издаден романът ѝ „Звездите водят към дома“, екранизиран през 2001 г. с участието на Кимбърли Уилямс-Пейсли и Кембъл Скот.
В списъците на бестселърите на „Ню Йорк Таймс“ са били 11 от романите на писателката. Тя е запален прородозащитник и застъпник за семействата, засегнати от домашно насилие.
Удостоена е със званието „доктор хонорис кауза“ от Колежа „Сейт Джоузеф“ в Уест Хартфорд, Кънектикът. През 2014 г. получава наградата за литература от губернатора на Кънектикът за нейното цялостно творчество.
Луан Райс живее в Ню Йорк, Южна Калифорния и в Олд Лайм, Кънектикът.

## Произведения

### Самостоятелни романи
- Angels All Over Town (1985)
- Crazy in Love (1988)
- Stone Heart (1990)
- Secrets of Paris (1991)
- Blue Moon (1993)
- Home Fires (1995)
- Cloud Nine (1999)
На седмото небе, изд.ИК „Плеяда“ София (2000), прев. Галя Лозанова
- Follow the Stars Home (2000)
Звездите водят към дома, изд. ИК „Плеяда“ София (2009), прев. Светлана Павлова
- Dream Country (2001)
- Summer Light (2001)
- The Secret Hour (2003)
- Dance with Me (2004)
- Silver Bells (2004)
- The Edge of Winter (2007)
- Light of the Moon (2008)
- The Letters (2008) – с Джозеф Монинджър
- The Silver Boat (2011)
- Little Night (2012)
- The Lemon Orchard (2013)

### Серия „Хъбард Пойнт / Блек Хол“ (Hubbard's Point / Black Hall)
1. Firefly Beach (2001)
Брегът на светулките, изд. ИК „Плеяда“ София (2003), прев. Мария Петрова
2. Safe Harbor (2002)
3. True Blue (2002)
4. The Perfect Summer (2003)
Непобедимо лято, изд. ИК „Плеяда“ София (2007), прев. Димитър Димитров
5. Beach Girls (2004)
6. Last Kiss (2008)

### Серия „Летни деца“ (Summer's Child)
1. Summer's Child (2005)
2. Summer of Roses (2005) 
Сезонът на розите, изд. ИК „Плеяда“ София (2006), прев. Маргарита Терзиева

### Серия „Звезда на Морската академия“ (Star of the Sea Academy)
1. Sandcastles (2006)
2. What Matters Most (2007)

### Серия „Нюпорт, Роуд Айлънд“ (Newport, Rhode Island)
1. The Geometry of Sisters (2009)
2. The Deep Blue Sea for Beginners (2009)

### Новели
- How We Started (2012)
- The Night Before (2014)

### Екранизации
- 1992 Crazy in Love
- 1999 Blue Moon
- 2001 Follow the Stars Home
- 2005 Beach Girls – ТВ минисериал
- 2005 Silver Bells